# Rokitno (przystanek kolejowy w województwie lubuskim)
Rokitno – przystanek kolejowy w Rokitnie-Stacji, w województwie lubuskim, w Polsce.